# Мануэль, Хуриана
Хуриана Мануэль (англ. Huriana Manuel, родилась 8 августа 1986 года) — новозеландская регбистка, выступающая на позиции центра. Двукратная чемпионка мира по регби-15 (2006 и 2010 годы), чемпионка мира по регби-7 2013 года и вице-чемпионка мира 2009 года, серебряный призёр летних Олимпийских игр 2016 года. В прошлом капитан новозеландской сборной по регби-7.

## Личная жизнь
По происхождению родом из иви (племени) Нгати Тууаретоа и Нгапухи. Дочь известной регбистки Лизы Михинуи — Хуриана и Лиза стали первыми в истории новозеландского регби матерью и дочерью, сыгравшими за основную сборную.
Любимая актриса — Мишель Родригес, любимая исполнительница — Бейонсе, кумиры в спорте — боксёр Дэвид Туа и боец джиу-джитсу Кэмп Туаман.
Замужем за регбистом Дереком Карпентером, есть дочь Сати.

## Игровая карьера
С 2005 года Хуриана выступает за команду «Окленд Сторм» в первенстве провинций Новой Зеландии. В том же году дебютировала за сборную Новой Зеландии по регби-15, с которой выиграла чемпионат мира в 2006 и 2010 годах (в 2010 году набрала 20 очков благодаря четырём попыткам), в 2014 году в составе сборной заняла только 5-е место, не выйдя в полуфинал турнира. В 2009 году играла на чемпионате мира по регби-7 и была капитаном сборной, в финале команда уступила Австралии. В 2013 году новозеландкам удалось завоевать титул чемпионок мира в регби-7, Хуриана отметилась 15 очками (3 попытки). Серебряный призёр летней Олимпиады в Рио-де-Жанейро (3 попытки, 15 очков).